# Natação no Campeonato Mundial de Esportes Aquáticos de 2022 - 200 m costas feminino
A prova dos 200 metros costas feminino da natação no Campeonato Mundial de Esportes Aquáticos de 2022 ocorreu nos dias 23 e 24 de junho, em Budapeste, na Hungria.

## Recordes
Antes desta competição, os recordes mundiais e do campeonato nesta prova eram os seguintes:
| Tipo                  | Atleta      | Tempo      | Local   | Data                |
| --------------------- | ----------- | ---------- | ------- | ------------------- |
|                       | Regan Smith | 2m 03s 035 | Gwangju | 26 de julho de 2019 |
| Recorde do campeonato | Regan Smith | 2m 03s 035 | Gwangju | 26 de julho de 2019 |

## Medalhistas
| Ouro                 | Prata              | Bronze            |
| Kaylee McKeown (AUS) | Phoebe Bacon (USA) | Rhyan White (USA) |

## Cronograma
Todos os horários são locais (UTC+2). 
| Data        | Hora  | Evento        |
| ----------- | ----- | ------------- |
| 23 de junho | 09:19 | Eliminatórias |
| 23 de junho | 18:21 | Semifinal     |
| 24 de junho | 18:53 | Final         |

## Resultados

### Eliminatórias
Esses foram os resultados das eliminatórias. A prova foi realizada no dia 23 de junho com início às 09:19.
| Pos. | Bateria | Raia | Nadadora                | Nacionalidade  | Tempo   | Notas |
| ---- | ------- | ---- | ----------------------- | -------------- | ------- | ----- |
| 1    | 2       | 4    | Phoebe Bacon            | Estados Unidos | 2:07.89 | Q     |
| 2    | 2       | 3    | Peng Xuwei              | China          | 2:08.53 | Q     |
| 3    | 2       | 5    | Margherita Panziera     | Itália         | 2:08.64 | Q     |
| 4    | 1       | 4    | Rhyan White             | Estados Unidos | 2:09.12 | Q     |
| 5    | 3       | 4    | Kaylee McKeown          | Austrália      | 2:09.26 | Q     |
| 6    | 3       | 5    | Kylie Masse             | Canadá         | 2:09.37 | Q     |
| 7    | 3       | 6    | Dóra Molnár             | Hungria        | 2:10.88 | Q     |
| 8    | 3       | 7    | Emma Terebo             | França         | 2:11.17 | Q     |
| 9    | 1       | 5    | Katalin Burian          | Hungria        | 2:11.47 | Q     |
| 10   | 2       | 6    | Laura Bernat            | Polónia        | 2:11.48 | Q     |
| 11   | 2       | 2    | Aviv Barzelay           | Israel         | 2:11.62 | Q     |
| 12   | 1       | 7    | Gabriela Georgieva      | Bulgária       | 2:12.69 | Q     |
| 13   | 1       | 6    | Lee Eun-ji              | Coreia do Sul  | 2:13.30 | Q     |
| 14   | 3       | 2    | Tatiana Salcuțan        | Moldávia       | 2:13.45 | Q     |
| 15   | 2       | 7    | Aleksa Gold             | Estónia        | 2:14.02 | Q     |
| 16   | 2       | 1    | Jimena Leguizamón       | Colômbia       | 2:16.38 | Q     |
| 17   | 1       | 1    | Alexia Sotomayor        | Peru           | 2:16.65 |       |
| 18   | 3       | 8    | Xenia Ignatova          | Cazaquistão    | 2:17.04 |       |
| 19   | 1       | 8    | Carolina Cermelli       | Panamá         | 2:20.93 |       |
| 20   | 3       | 0    | Danielle Titus          | Barbados       | 2:21.34 |       |
| 21   | 3       | 9    | Samantha van Vuure      | Curaçau        | 2:29.87 |       |
| 22   | 2       | 0    | Ridima Veerendrakumar   | Índia          | 2:35.78 |       |
| 23   | 2       | 9    | Aishath Sausan          | Maldivas       | 2:53.55 |       |
| 24   | 2       | 8    | Andrea Becali           | Cuba           | DSQ     | DSQ   |
| 24   | 3       | 1    | Kristen Romano          | Porto Rico     | DSQ     | DSQ   |
| 24   | 1       | 0    | Yarinda Sunthornrangsri | Tailândia      | DNS     | DNS   |
| 24   | 1       | 2    | Anastasia Gorbenko      | Israel         | DNS     | DNS   |
| 24   | 1       | 3    | Liu Yaxin               | China          | DNS     | DNS   |
| 24   | 3       | 3    | Taylor Ruck             | Canadá         | DNS     | DNS   |

### Semifinal
Esses foram os resultados das semifinais. A prova foi realizada no dia 23 de junho com início às 18:21.
| Pos. | Bateria | Raia | Nadadora            | Nacionalidade  | Tempo   | Notas            |
| ---- | ------- | ---- | ------------------- | -------------- | ------- | ---------------- |
| 1    | 2       | 4    | Phoebe Bacon        | Estados Unidos | 2:05.93 | Q                |
| 2    | 2       | 3    | Kaylee McKeown      | Austrália      | 2:06.41 | Q                |
| 3    | 1       | 5    | Rhyan White         | Estados Unidos | 2:07.04 | Q                |
| 4    | 2       | 5    | Margherita Panziera | Itália         | 2:08.28 | Q                |
| 5    | 1       | 4    | Peng Xuwei          | China          | 2:09.19 | Q                |
| 6    | 1       | 3    | Kylie Masse         | Canadá         | 2:09.23 | Q                |
| 7    | 2       | 6    | Dóra Molnár         | Hungria        | 2:09.94 | Q                |
| 8    | 2       | 2    | Katalin Burian      | Hungria        | 2:10.07 | Q                |
| 9    | 2       | 7    | Aviv Barzelay       | Israel         | 2:10.42 | Recorde nacional |
| 10   | 2       | 1    | Lee Eun-ji          | Coreia do Sul  | 2:10.48 |                  |
| 11   | 1       | 2    | Laura Bernat        | Polónia        | 2:10.87 |                  |
| 12   | 1       | 6    | Emma Terebo         | França         | 2:11.77 |                  |
| 13   | 1       | 7    | Gabriela Georgieva  | Bulgária       | 2:13.15 |                  |
| 14   | 1       | 1    | Tatiana Salcuțan    | Moldávia       | 2:14.10 |                  |
| 15   | 2       | 8    | Aleksa Gold         | Estónia        | 2:14.14 |                  |
| 16   | 1       | 8    | Jimena Leguizamón   | Colômbia       | 2:15.11 |                  |

### Final
A final foi realizada em 24 de junho às 18:53.
| Pos.              | Raia | Nadadora            | Nacionalidade  | Tempo   | Notas |
| ----------------- | ---- | ------------------- | -------------- | ------- | ----- |
| Medalha de ouro   | 5    | Kaylee McKeown      | Austrália      | 2:05.08 |       |
| Medalha de prata  | 4    | Phoebe Bacon        | Estados Unidos | 2:05.12 |       |
| Medalha de bronze | 3    | Rhyan White         | Estados Unidos | 2:06.96 |       |
| 4                 | 6    | Margherita Panziera | Itália         | 2:07.27 |       |
| 5                 | 7    | Kylie Masse         | Canadá         | 2:08.00 |       |
| 6                 | 2    | Peng Xuwei          | China          | 2:09.13 |       |
| 7                 | 1    | Dóra Molnár         | Hungria        | 2:10.08 |       |
| 8                 | 8    | Katalin Burian      | Hungria        | 2:10.37 |       |

Legenda
| Recorde mundial       | Recorde mundial (World record)               |                       | Recorde africano                      | Recorde africano (African) |                                           | Q | Classificado por posição (Qualified) |
| Recorde do campeonato | Recorde do campeonato (Championship record)  | Recorde da América    | Recorde da América (Americas)         | q                          | Classificado por melhor tempo (Qualified) |   |                                      |
| Melhor marca do ano   | Melhor marca do ano (World leading)          | Recorde asiático      | Recorde asiático (Asian)              | DNS                        | Não largou (Did not start)                |   |                                      |
| Recorde nacional      | Recorde nacional (National record)           | Recorde europeu       | Recorde europeu (European)            | DNF                        | Não terminou (Did not finish)             |   |                                      |
| Recorde pessoal       | Recorde pessoal do atleta (Personal best)    | Recorde da Oceania    | Recorde da Oceania (Oceania)          | DSQ / DQ                   | Desclassificado (Disqualified)            |   |                                      |
| Recorde da temporada  | Recorde da temporada do atleta (Season best) | Recorde sul-americano | Recorde sul-americano (South America) | NM                         | Sem marca (No mark)                       |   |                                      |